# Дуглас Лоу
Дуглас Гордон Артур Лоу (англ. Douglas Gordon Arthur Lowe; нар. 7 серпня 1902 — пом. 30 березня 1981) — британський легкоатлет, який спеціалізувався в бігу на середні дистанції.

## Із життєпису
Олімпійський чемпіон-1924 з бігу на 800 метрів. На Іграх-1924 був також четвертим у бігу на 1500 метрів.
Через чотири роки, на Іграх-1928, захистив звання олімпійського чемпіона на 800-метрівці та був п'ятим у складі британської команди в естафеті 4×400 метрів.
Екс-рекордсмен світу з бігу на 660 ярдів.
Паралельно з тренуваннями та участю в змаганнях, здобув юридичну освіту в Пемброк-Коледжі Кембриджського університету.
По закінченні змагальної кар'єри у 1928, очолював британську Легкоатлетичну спілку університетів (1928—1936), був почесним секретарем Аматорської легкоатлетичної асоціації (1931—1938), входив до складу Ради Британської олімпійської асоціації (1928—1938) та був представником ІААФ (1931—1940).
Надалі працював баристером. Упродовж 1961—1964 очолював Генеральну раду баристерів. У 1964 був призначений Королівським адвокатом.
Сформулював «п'ять золотих правил» для бігунів на середні дистанції, які не втратили актуальності і сьогодні: 1) біжи першою доріжкою, 2) не втрачай контакту з лідером, 3) ніколи не обганяй на віражі, 4) не озирайся, 5) розпочавши фінішне прискорення, не знижуй швидкості до фінішу.

## Основні міжнародні виступи
| Рік  | Змагання         | Місто     | Місце | Дисципліна |
| ---- | ---------------- | --------- | ----- | ---------- |
| 1924 | Олімпійські ігри | Париж     | 1     | 800 м      |
| 1924 | 4                | 1500 м    |       |            |
| 1928 | Олімпійські ігри | Амстердам | 1     | 800 м      |
| 1928 | 5                | 4×400 м   |       |            |